# Segona divisió espanyola de futbol 2005-2006
La temporada de futbol 2005-06 correspon a la 75a edició de la Segona divisió espanyola de futbol que es va disputar entre el 28 d'agost de 2005 i el 19 de juny de 2006.
El Recreativo Huelva va guanyar el campionat i, junt amb el Gimnàstic de Tarragona i el Llevant UD va aconseguir l'ascens a la primera divisió espanyola de futbol per a la temporada 2006/07.

## Classificació
| Posició | Equip                  | J  | G  | E  | P  | GF | GC | DG  | PTS. |
| ------- | ---------------------- | -- | -- | -- | -- | -- | -- | --- | ---- |
| 1       | Recreativo Huelva      | 42 | 22 | 12 | 8  | 67 | 32 | 35  | 78   |
| 2       | Gimnàstic de Tarragona | 42 | 23 | 7  | 12 | 48 | 38 | 10  | 76   |
| 3       | Llevant UD             | 42 | 20 | 14 | 8  | 53 | 39 | 14  | 74   |
| 4       | Ciudad de Murcia       | 42 | 20 | 12 | 10 | 53 | 42 | 11  | 72   |
| 5       | Lorca CF               | 42 | 19 | 12 | 11 | 56 | 39 | 17  | 69   |
| 6       | UD Almería             | 42 | 20 | 7  | 15 | 54 | 43 | 11  | 67   |
| 7       | Xerez CD               | 42 | 18 | 13 | 11 | 60 | 46 | 14  | 67   |
| 8       | CD Numancia            | 42 | 18 | 9  | 15 | 50 | 55 | -5  | 63   |
| 9       | Sporting de Gijón      | 42 | 13 | 17 | 12 | 41 | 34 | 7   | 56   |
| 10      | Reial Valladolid       | 42 | 14 | 13 | 15 | 54 | 54 | 0   | 55   |
| 11      | Reial Madrid Castella  | 42 | 16 | 7  | 19 | 55 | 50 | 5   | 55   |
| 12      | CE Castelló            | 42 | 14 | 12 | 16 | 46 | 50 | -4  | 54   |
| 13      | Albacete Balompié      | 42 | 14 | 12 | 16 | 44 | 57 | -13 | 54   |
| 14      | Elx CF                 | 42 | 13 | 14 | 15 | 47 | 54 | -7  | 53   |
| 15      | Poli Ejido             | 42 | 15 | 8  | 19 | 43 | 50 | -7  | 53   |
| 16      | Real Murcia            | 42 | 13 | 13 | 16 | 41 | 40 | 1   | 52   |
| 17      | Hèrcules CF            | 42 | 13 | 13 | 16 | 39 | 49 | -10 | 52   |
| 18      | CD Tenerife            | 42 | 13 | 12 | 17 | 53 | 60 | -6  | 51   |
| 19      | UE Lleida              | 42 | 12 | 10 | 20 | 43 | 53 | -10 | 46   |
| 20      | Racing de Ferrol       | 42 | 7  | 16 | 19 | 44 | 63 | -19 | 37   |
| 21      | Málaga CF B            | 42 | 8  | 12 | 22 | 42 | 68 | -26 | 36   |
| 22      | SD Eibar               | 42 | 6  | 17 | 19 | 28 | 45 | -17 | 35   |

| Ascens | Descens |

Llegenda: J-partits jugats, G-guanyats, E-empatats, P-perduts, GF-gols a favor, GC-gols en contra, DG-diferència de gols, PTS-punts

## Resultats finals
- Campió: Recreativo Huelva.
- Ascensos a Primera divisió: Recreativo Huelva, Gimnàstic de Tarragona i Llevant UD.
- Descensos a Segona divisió espanyola de futbol: Alavés, Cadis CF i Málaga CF.
- Ascensos a Segona divisió: UD Las Palmas, SD Ponferradina, UD Salamanca i UD Vecindario.
- Descensos a Segona divisió B: UE Lleida, Racing de Ferrol, Málaga CF B i SD Eibar.
- Màxim golejador:  Ikechukwu Uche (Recreativo Huelva).
- Porter menys golejat:  Roberto (Sporting de Gijón).

## Pitxitxi
| Posició | Jugador        | Equip                 | Gols | Penals |
| ------- | -------------- | --------------------- | ---- | ------ |
| 1r      | Ikechukwu Uche | Recreativo Huelva     | 20   | 0      |
| 2n      | Soldado        | Reial Madrid Castella | 19   | 2      |
| ·       | Luque          | Ciudad de Murcia      | 19   | 7      |
| 4t      | Bilić          | UE Lleida             | 18   | 7      |
| 5è      | Gastón Casas   | Recreativo Huelva     | 14   | 4      |
| 6è      | Maldonado      | Lorca CF              | 13   | 0      |
| ·       | Geijo          | Xerez CD              | 13   | 0      |
| ·       | Nino           | Elx CF                | 13   | 0      |

## Zamora
Per a disputar el Trofeu Zamora és necessari haver disputat un mínim de vint-i-vuit partits, amb seixanta minuts jugats en cadascun d'ells. Fins que no s'arribe a la jornada vint-i-vuitena apareixen ordenats segons el nombre de partits i, en cas d'empat, per la mitjana.
| Posició | Jugador           | Equip                 | Gols | Partits | Mitjana |
| ------- | ----------------- | --------------------- | ---- | ------- | ------- |
| 1r      | Roberto           | Sporting de Gijón     | 31   | 38      | 0,82    |
| 2n      | Willy Caballero   | Elx CF                | 32   | 37      | 0,86    |
| 3r      | David Cobeño      | Reial Madrid Castella | 26   | 29      | 0,9     |
| 4t      | Juanmi            | Real Murcia           | 38   | 41      | 0,92    |
| 5è      | Valerio           | UD Almería            | 38   | 39      | 0,97    |
| 6è      | Jauregi           | Lorca CF              | 39   | 39      | 1       |
| 7è      | Imanol Etxeberria | SD Eibar              | 34   | 32      | 1,06    |
| 8è      | Julio Iglesias    | Xerez CD              | 30   | 28      | 1,07    |